# Sierra de Sevil
La sierra de Sevil es una elevación del nordeste de la península ibérica. Está situada en la provincia de Huesca.

## Geografía
La sierra se encuentra rodeada por los ríos Vero e Isuela.

## Historia
El nombre de la sierra es el mismo que el de Sevil, localidad adscrita al municipio de Adahuesca allá situada y que hacia mediados del siglo XIX ya estaba despoblada.
El monte aparece descrito en el decimocuarto volumen del Diccionario geográfico-estadístico-histórico de España y sus posesiones de Ultramar de Pascual Madoz con las siguientes palabras:

SEVIL: monte en la prov. de Huesca, part. jud. de Barbastro: está sit. entre los r. Vero que le rodea por el E. y el Isuela por O., ocupando unas 4 leg. de circunferencia, siendo su mayor parte montuoso y quebrado, aprovechado para pastos de ganado menor y una pequeña porcion para granos. Llaman Sevil, porque antiguamente hubo en su centro, un pueblo asi nombrado, del que se conservan aun las ruinas de algunas casas, y de una igl. en medio de ellas por lo cual se denomina dicho térm. el de las Casas: fue, segun la opinion mas probable, arruinado por las guerras dicho pueblo, y es pertenencia de la v. de Adahuesca por sentencia del justicia mayor de Aragon, contra los pueblos de Radiguero, Alguezar, Sta. Lecina, Betorz, Sta. Susana, y otros mas limítrofes á dicho monte que Adahuesca, los cuales le circumbalan. A corta dist. de las enunciadas ruinas se halla una venta ó meson con una igl. que es parr. rural dedicada á San Juan y San Pablo, la que está habitada por una familia que tiene obligacion de estar en ella para dar posada á los transeuntes que van por la carretera que dirige á Francia que pasa inmediata. Tambien hay otra ermita y casa habitada dedicada á Ntra. Sra. de Viña y sit. al O. del monte.
(Madoz, 1849, p. 209)